# Olympische Sommerspiele 1972/Leichtathletik – Diskuswurf (Frauen)
Der Diskuswurf der Frauen bei den Olympischen Spielen 1972 in München wurde am 9. und 10. September 1972 im Olympiastadion München ausgetragen. Siebzehn Athletinnen nahmen teil.
Olympiasiegerin wurde Faina Melnik aus der Sowjetunion. Die Silbermedaille gewann die Rumänin Argentina Menis, Bronze ging an die Bulgarin Wassilka Stoewa.
Für die Bundesrepublik Deutschland – offiziell Deutschland – traten Brigitte Berendonk und Liesel Westermann an. Beide erreichten das Finale. Westermann wurde Fünfte, Berendonk Elfte.

Die DDR wurde durch Gabriele Hinzmann vertreten. Auch sie kam ins Finale und belegte dort Rang sechs.

Athletinnen aus der Schweiz, Österreich und Liechtenstein nahmen nicht teil.

## Rekorde

### Bestehende Rekorde

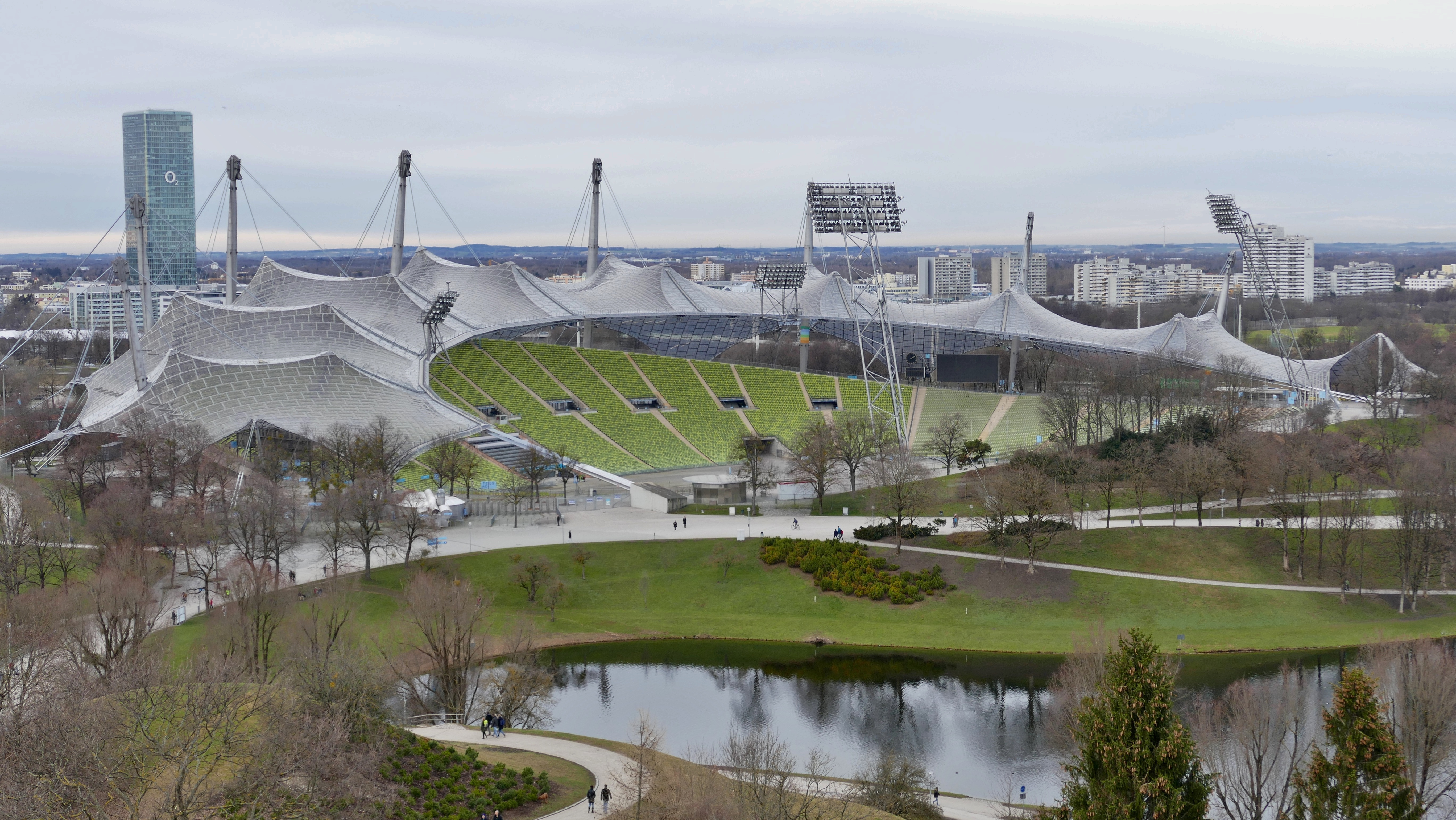
Blick vom Olympiaberg auf das Olympiastadion

| Weltrekord         | 66,76 m | Faina Melnik ( Sowjetunion) | Moskau, Sowjetunion (heute Russland) | 4. August 1972   |
| Olympischer Rekord | 58,28 m | Lia Manoliu ( Rumänien)     | Finale OS Mexiko-Stadt, Mexiko       | 18. Oktober 1968 |

### Rekordverbesserungen
Der bestehende olympische Rekord wurde viermal verbessert:
- 61,58 m – Argentina Menis (Rumänien), Qualifikation am 9. September, erster Versuch
- 64,48 m – Argentina Menis (Rumänien), Finale am 10. September, erster Versuch
- 65,06 m – Argentina Menis (Rumänien), Finale am 10. September, vierter Versuch
- 66,62 m – Faina Melnik (Sowjetunion), Finale am 10. September, vierter Versuch

## Durchführung des Wettbewerbs
Die Athletinnen traten am 9. September zu einer Qualifikationsrunde an. Genau zwölf von ihnen – hellblau unterlegt – übertrafen die direkte Finalqualifikationsweite von 55,00 m. Damit war die Mindestanzahl von zwölf Finalteilnehmerinnen erreicht.
Im Finale am 10. September hatte jede Athletin zunächst drei Versuche. Den besten acht Teilnehmerinnen standen anschließend weitere drei Würfe zur Verfügung.

## Zeitplan
09. September, 10:30 Uhr: Qualifikation

10. September, 15:00 Uhr: Finale

## Legende
Kurze Übersicht zur Bedeutung der Symbolik – so üblicherweise auch in sonstigen Veröffentlichungen verwendet:
| – | verzichtet |
| x | ungültig   |

## Qualifikation

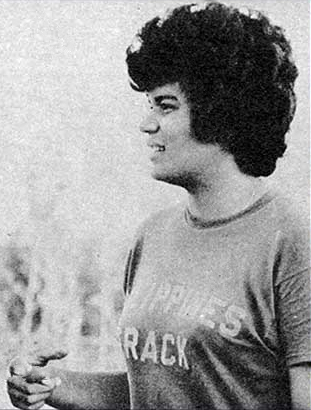
Josephine de la Viña – ausgeschieden mit 53,29 m

Olga Connolly, unter ihrem Namen Olga Fikotová 1956 Olympiasiegerin, erreichte mit 51,58 m bei ihrer fünften Olympiateilnahme nicht mehr das m Finale

Datum: 9. September 1972, 10:30 Uhr
| Platz | Name                  | Nation         | 1. Versuch | 2. Versuch | 3. Versuch | Weite   | Anmerkung |
| ----- | --------------------- | -------------- | ---------- | ---------- | ---------- | ------- | --------- |
| 1     | Argentina Menis       | Rumänien       | 61,58 m OR | –          | –          | 61,58 m | OR        |
| 2     | Faina Melnik          | Sowjetunion    | 53,00 m    | 61,26 m    | –          | 61,26 m |           |
| 3     | Tamara Danilowa       | Sowjetunion    | 60,34 m    | –          | –          | 60,34 m |           |
| 4     | Gabriele Hinzmann     | DDR            | 59,80 m    | –          | –          | 59,80 m |           |
| 5     | Liesel Westermann     | BR Deutschland | 58,26 m    | –          | –          | 58,26 m |           |
| 6     | Carmen Ionesco        | Rumänien       | x          | 57,82 m    | –          | 57,82 m |           |
| 7     | Brigitte Berendonk    | BR Deutschland | 54,74 m    | 56,90 m    | –          | 56,90 m |           |
| 8     | Swetla Boschkowa      | Bulgarien      | 54,52 m    | 56,42 m    | –          | 56,42 m |           |
| 9     | Lia Manoliu           | Rumänien       | 55,88 m    | –          | –          | 55,88 m |           |
| 10    | Rosemary Payne        | Großbritannien | x          | 53,56 m    | 55,56 m    | 55,56 m |           |
| 11    | Wassilka Stoewa       | Bulgarien      | x          | 55,26 m    | –          | 55,26 m |           |
| 12    | Ljudmila Murawjowa    | Sowjetunion    | 55,24 m    | –          | –          | 55,24 m |           |
| 13    | Josephine de la Viña  | Philippinen    | 51,08 m    | x          | 53,29 m    | 53,29 m |           |
| 14    | Radostina Wasekowa    | Bulgarien      | x          | x          | 53,86 m    | 53,86 m |           |
| 15    | Krystyna Nadolna      | Polen          | x          | 47,42 m    | 52,52 m    | 52,52 m |           |
| 16    | Olga Connolly         | USA            | 51,58 m    | x          | 50,76 m    | 51,58 m |           |
| 17    | Maggy Wauters         | Belgien        | 49,62 m    | x          | x          | 49,62 m |           |
| DNS   | Baeg Ok-ja            | Südkorea       |            |            |            |         |           |
| DNS   | Jolán Kleiber-Kontsek | Ungarn         |            |            |            |         |           |
| DNS   | Rosa Molina           | Chile          |            |            |            |         |           |

## Finale
Datum: 10. September 1972, 15:00 Uhr
| Platz | Name               | Nation         | 1. Versuch | 2. Versuch | 3. Versuch | 4. Versuch                                  | 5. Versuch                                  | 6. Versuch                                  | Endresultat | Anmerkung |
| ----- | ------------------ | -------------- | ---------- | ---------- | ---------- | ------------------------------------------- | ------------------------------------------- | ------------------------------------------- | ----------- | --------- |
| 1     | Faina Melnik       | Sowjetunion    | 60,56 m    | 61,32 m    | 57,96 m    | 66,62 m OR                                  | 62,76 m                                     | x                                           | 66,62 m     | OR        |
| 2     | Argentina Menis    | Rumänien       | 64,28 m OR | 59,82 m    | 60,88 m    | 65,06 m OR                                  | 63,78 m                                     | 64,90 m                                     | 65,06 m     |           |
| 3     | Wassilka Stoewa    | Bulgarien      | 61,08 m    | x          | 64,20 m    | 62,25 m                                     | 64,34 m                                     | 62,10 m                                     | 64,34 m     |           |
| 4     | Tamara Danilowa    | Sowjetunion    | 62,64 m    | 58,14 m    | 62,86 m    | 61,14 m                                     | x                                           | x                                           | 62,86 m     |           |
| 5     | Liesel Westermann  | BR Deutschland | x          | 57,04 m    | 62,18 m    | 61,66 m                                     | x                                           | x                                           | 62,18 m     |           |
| 6     | Gabriele Hinzmann  | DDR            | 57,52 m    | 59,14 m    | 60,12 m    | 61,08 m                                     | 61,72 m                                     | 60,22 m                                     | 61,72 m     |           |
| 7     | Carmen Ionesco     | Rumänien       | 57,78 m    | 58,76 m    | 57,06 m    | 59,08 m                                     | x                                           | 60,42 m                                     | 60,42 m     |           |
| 8     | Ljudmila Murawjowa | Sowjetunion    | 57,52 m    | 57,92 m    | 59,00 m    | x                                           | 58,86 m                                     | 57,20 m                                     | 59,00 m     |           |
|       |                    |                |            |            |            |                                             |                                             |                                             |             |           |
| 9     | Lia Manoliu        | Rumänien       | 58,18 m    | 58,50 m    | x          | nicht im Finale der besten acht Werferinnen | nicht im Finale der besten acht Werferinnen | nicht im Finale der besten acht Werferinnen | 58,50 m     |           |
| 10    | Swetla Boschkowa   | Bulgarien      | 56,50 m    | 56,72 m    | x          | nicht im Finale der besten acht Werferinnen | nicht im Finale der besten acht Werferinnen | nicht im Finale der besten acht Werferinnen | 56,72 m     |           |
| 11    | Brigitte Berendonk | BR Deutschland | 55,60 m    | x          | 56,58 m    | nicht im Finale der besten acht Werferinnen | nicht im Finale der besten acht Werferinnen | nicht im Finale der besten acht Werferinnen | 56,58 m     |           |
| 12    | Rosemary Payne     | Großbritannien | 56,50 m    | x          | 52,26 m    | nicht im Finale der besten acht Werferinnen | nicht im Finale der besten acht Werferinnen | nicht im Finale der besten acht Werferinnen | 56,50 m     |           |

Als Favoritin galt die Weltrekordlerin un amtierende Europameisterin Faina Melnik. Eine Herausforderin war die Rumänin Argentina Menis. Ihre Landsfrau Lia Manoliu, die Olympiasiegerin von 1968, war auch noch einmal im Finale dabei, doch wurden ihr bei ihren bereits sechsten Olympischen Spielen seit 1952 keine Medaillenchancen mehr eingeräumt; es war schon erstaunlich genug, dass sie hier ein letztes Mal dabei sein konnte. Eine weitere frühere Olympiasiegerin, Olga Connolly, die 1956 unter ihrem Mädchennamen Olga Fikotová für die Tschechoslowakei Gold errungen hatte und seit 1960 nach ihrer Heirat des Hammerwerfers Hal Connolly für die USA startete, scheiterte bei ihrer fünften und letzten Olympiateilnahme in der Qualifikation. Zum Kreis der Anwärterinnen für eine vordere Platzierung gehörten u. a. auch die sowjetische Werferin Tamara Danilowa und Liesel Westermann, Bundesrepublik Deutschland, 1968 Olympiazweite und 1971 Vizeeuropameisterin.
Menis hatte in der Qualifikation einen neuen Olympiarekord erzielt. Dieser wurde gleich in der ersten Runde sowohl von Danilowa als auch von Menis selber deutlich übertroffen. Im dritten Versuch zog die Bulgarin Wassilka Stoewa an Danilowa vorbei auf Rang zwei, Melnik lag zu dem Zeitpunkt auf Platz fünf hinter Westermann. Im vierten Durchgang gelang zuerst Menis eine weitere Verbesserung des olympischen Rekords, doch gleich anschließend übertraf Melnik diese Weite. Damit führte Faina Melnik nun vor Argentina Menis, Wassilka Stoewa, Tamara Danilowa und Liesel Westermann. Stoewa konnte sich im fünften Versuch noch einmal verbessern, an der Reihenfolge änderte sich dadurch und auch anschließend nichts mehr.
Wassilka Stoewa gewann die erste bulgarische Medaille im Diskuswurf der Frauen.

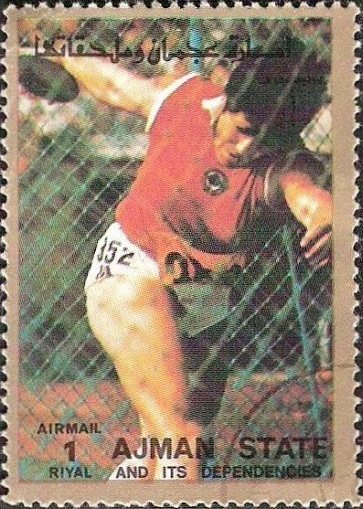
Olympiasiegerin Faina Melnik, abgebildet auf einer Briefmarke
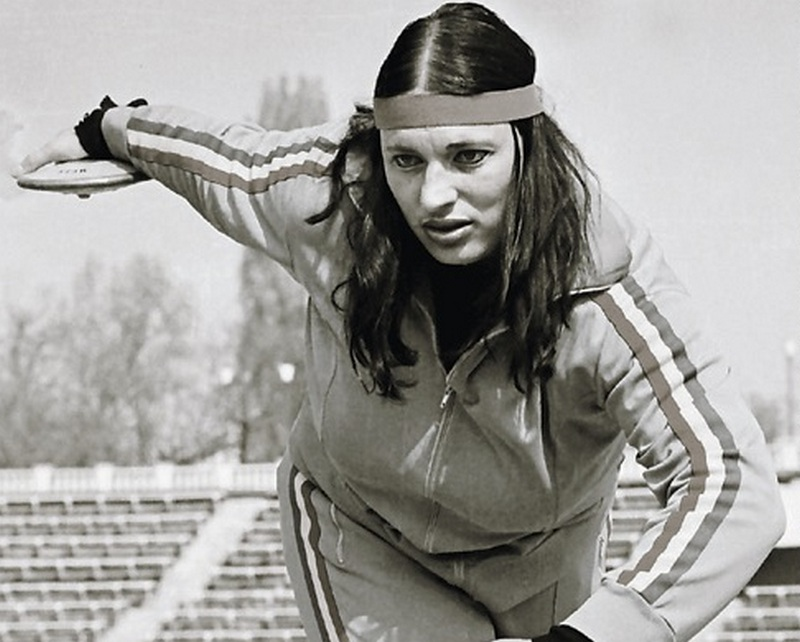
Argentina Menis, Gewinnerin der Silbermedaille
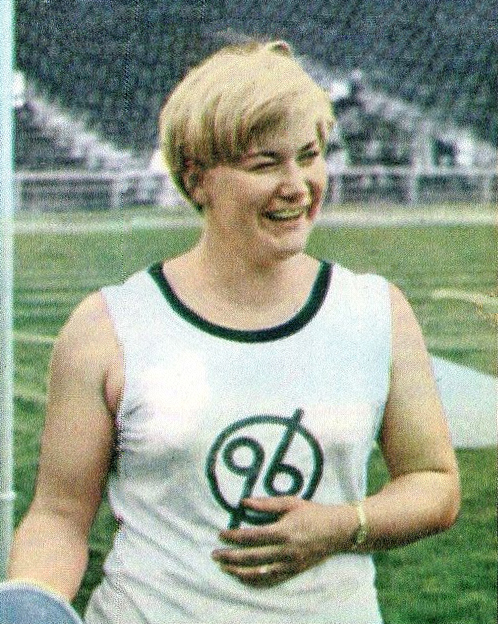
Liesel Westermann belegte Rang fünf

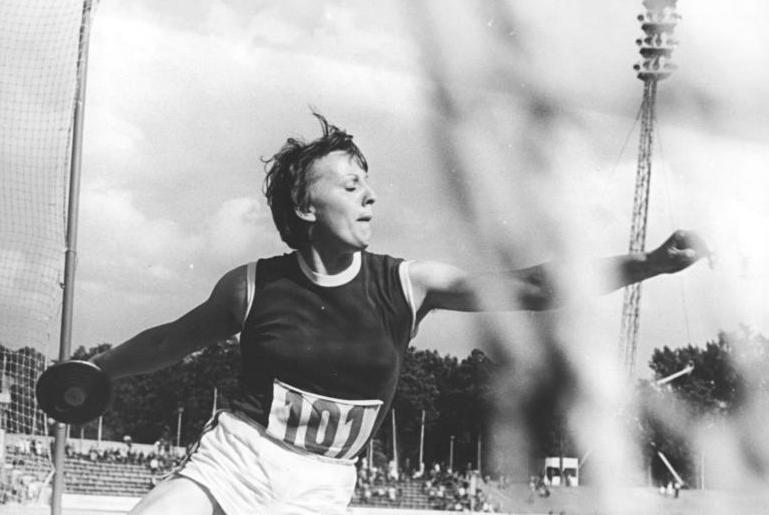
Gabriele Hinzmann kam auf den sechsten Platz
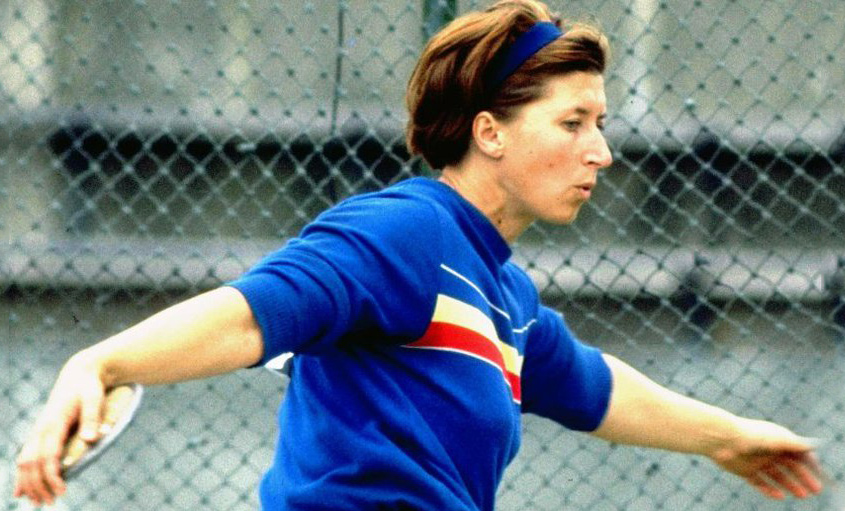
Die Olympiasiegerin von 1968 Lia Manoliu erreichte im Finale den neunten Rang

## Video
- Faina Melnik (Discus) 66.62 meters 1972 Olympics, youtube.com, abgerufen am 5. Oktober 2021